# Makoto Atsuta
Makoto Atsuta (熱田 眞 Atsuta Makoto?, nacido el 16 de septiembre de 1967 en Tokio) es un exfutbolista japonés. Jugaba de centrocampista y su último club fue el Kyoto Purple Sanga de Japón.

## Trayectoria

### Clubes
| Club               | País  | Año         |
| ------------------ | ----- | ----------- |
| Kyoto Purple Sanga | Japón | 1999 - 2004 |
| Albirex Niigata    | Japón | 2003        |

## Palmarés

### Títulos nacionales
| Título             | Club               | País  | Año  |
| ------------------ | ------------------ | ----- | ---- |
| Copa del Emperador | Kyoto Purple Sanga | Japón | 2002 |